# Швеция на «Евровидении-1994»
Швеция участвовала в тридцать девятом выпуске телевизионного конкурса Евровидение-1994, который состоялся 30 апреля в театре "Пойнт" в Дублине, Ирландия. Страну представлял дуэт Мари Бергман и Роджера Понтаре с композицией Stjärnorna ("Звездопад"), написанной Петером Бертильссоном и Микаэлем Литтвольдом. Мари Бергман уже представляла Швецию как участник группы Family Four на Евровидение в 1971 и 1972 годах. По итогам голосования она и Понтаре заняли 13-е место из 25, набрав 48 очков. Этот результат позволил Швеции продолжить участие на Евровидение. Таким образом, Stjärnorna стала предшественницей шведской заявки на конкурсе 1995 года Se på mig в исполнении Яна Йохансена. Конкурс был показан SVT на канале SVT1 с комментариями Пекки Хейно. Глашатаем от Швеции была Марианн Андерберг.

## До «Евровидения»

### Melodifestivalen 1994
Начиная с 1959 года шведская телекомпания SVT организовывает национальный отбор под названием Melodifestivalen для выбора артиста и песни для Евровидения. Тридцать третий выпуск Melodifestivalen состоялся 12 марта 1994 года в телестудии SVT в Стокгольме. Ведущими были Каттис Альстрём и Свен Меландер. Из 1560 заявок, поступивших в редакцию SVT только десять были отобраны комиссией для участия в Melodifestivalen 1994. Сам отбор состоял из двух этапов. На первом этапе жюри из 11 регионов Швеции выбрали пятёрку лучших заявок из десяти финалистов для прохождения во второй этап. Во втором этапе те же жюри определяли победителя из пятёрки лучших конкурсантов. Среди участников Melodifestivalen 1994 были Мари Бергман, представлявшая Швецию как участник группы Family Four на Евровидение в 1971 и 1972 годах, и будущие представители Швеции на Евровидение: Роджер Понтаре (Евровидение-2000) и Глэдис дель Пилар (Евровидение-2002, как участник группы Afro-Dite).
| Порядковый номер | Исполнитель                    | Название песни                 | Автор(ы)                             | Результат |
| ---------------- | ------------------------------ | ------------------------------ | ------------------------------------ | --------- |
| 1                | Тина Рёкландер                 | Kom och dela min hemlighet     | Пер Андреассон, Андреас Даннвик      | Прошёл    |
| 2                | Ник Борген                     | Små minnen av dig              | Пьер Брейденсьо, Йорген Йоханссон    | Прошёл    |
| 3                | Perikles                       | Vill du resa til månen med mig | Боссе Нильссон                       | Не прошёл |
| 4                | Глэдис дель Пилар              | Det vackraste jag vet          | Ингела Форсман, Микаэль Сакселл      | Прошёл    |
| 5                | Tiffany                        | Håll om mig ikväll             | Томми Казо, Аника Олсон              | Не прошёл |
| 6                | Мари Бергман и Роджер Понтаре  | Stjärnorna                     | Микаэль Литтвольд, Петер Бертильссон | Прошёл    |
| 7                | Карина Яарнек и Микаэль Яарнек | Det är aldrig för sent         | Кьелль-Оке Норен, Кристер Йоханссон  | Не прошёл |
| 8                | Джонни Линде                   | Jag stannar hos dig            | Стефан Берг                          | Не прошёл |
| 9                | Ян Хёглунд                     | Kärlekens vind                 | Арне Хёглунд                         | Не прошёл |
| 10               | Cayenne                        | Stanna hos mig                 | Лиллинг Палмеклинт                   | Прошёл    |

| Порядковый номер | Исполнитель                   | Название песни             | Очки | Место |
| ---------------- | ----------------------------- | -------------------------- | ---- | ----- |
| 1                | Тина Рёкландер                | Kom och dela min hemlighet | 21   | 4     |
| 2                | Ник Борген                    | Små minnen av dig          | 21   | 4     |
| 3                | Глэдис дель Пилар             | Det vackraste jag vet      | 62   | 2     |
| 4                | Мари Бергман и Роджер Понтаре | Stjärnorna                 | 66   | 1     |
| 5                | Cayenne                       | Stanna hos mig             | 61   | 3     |

## На «Евровидении»
В 1993 году в связи с распадом Советского Союза, Югославии и роспуском Организации Варшавского договора Европейским вещательным союзом было введено правило относительно квалификации стран-участниц. Согласно нему страны, занявшие последние семь мест, не допускались к участию в конкурсе следующего года. Бергман и Понтаре выступали под номером 1, перед Финляндией, открыв, тем самым, конкурсную программу. По итогам голосования они заняли 13-е место из 25, набрав 48 очков. Данный результат позволил Швеции принять участие на Евровидение-1995. 12 очков шведское жюри присудило одной из стран-дебютанток, Венгрии. Россия и Швеция не присудили друг другу ни одного очка. Дирижёром во время исполнения шведской заявки был Андерс Берглунд.

### Голосование
| Очки      | Страна                         |
| --------- | ------------------------------ |
| 12 баллов |                                |
| 10 баллов | - Норвегия                     |
| 8 баллов  |                                |
| 7 баллов  | - Швейцария                    |
| 6 баллов  | - Нидерланды                   |
| 5 баллов  | - Австрия - Германия - Литва   |
| 4 балла   |                                |
| 3 балла   | - Мальта                       |
| 2 балла   | - Венгрия - Исландия - Эстония |
| 1 балл    | - Испания                      |

| Очки      | Страна     |
| --------- | ---------- |
| 12 баллов | Венгрия    |
| 10 баллов | Ирландия   |
| 8 баллов  | Исландия   |
| 7 баллов  | Норвегия   |
| 6 баллов  | Германия   |
| 5 баллов  | Португалия |
| 4 балла   | Мальта     |
| 3 балла   | Франция    |
| 2 балла   | Греция     |
| 1 балл    | Австрия    |